# Bhakti
Bhakti (tiếng Phạn: भक्ति) hay Bặc tì có nghĩa đen là "gắn bó, tham gia, yêu thích, tôn kính, đức tin, tình yêu, tận tâm, tôn thờ, tinh khiết". Ban đầu nó được sử dụng trong Ấn Độ giáo, đề cập đến sự tận tâm và tình yêu dành cho một vị thần cá nhân hoặc một vị thần đại diện bởi một người sùng đạo. Trong các văn bản cổ như Shvetashvatara Upanishad, thuật ngữ này chỉ đơn giản có nghĩa là sự tham gia, sự tận tâm và tình yêu dành cho bất kỳ nỗ lực nào, trong khi trong Bhagavad Gita, nó bao hàm một trong những con đường tâm linh có thể và hướng tới moksha, như trong bhakti marga.
Bhakti trong các tôn giáo Ấn Độ là "chủ nghĩa sùng bái cảm xúc", đặc biệt là hướng tới một vị thần cá nhân hoặc các ý tưởng tâm linh. Thuật ngữ này cũng đề cập đến một phong trào, được tiên phong bởi Alvars và Nayanars, phát triển xung quanh các vị thần Vishnu (Vaishnavism), Brahma (Brahmanism), Shiva (Shaivism) và Devi (Shaktism) trong nửa sau của thiên niên kỷ thứ 1. Nó phát triển nhanh chóng ở Ấn Độ sau thế kỷ thứ 12 trong các truyền thống Ấn Độ giáo khác nhau, có thể là để đáp lại sự xuất hiện của Hồi giáo ở Ấn Độ.
Ý tưởng Bhakti đã truyền cảm hứng cho nhiều kinh sách và thơ phổ biến ở Ấn Độ. Bhagavata Purana, chẳng hạn, là một văn bản liên quan đến Krishna liên quan đến phong trào Bhakti trong Ấn Độ giáo. Bhakti cũng được tìm thấy trong các tôn giáo khác được thực hành ở Ấn Độ, và nó đã ảnh hưởng đến sự tương tác giữa Kitô giáo và Ấn Độ giáo trong thời kỳ hiện đại. Nirguni bhakti (sự sùng kính đối với thiêng liêng không có thuộc tính) được tìm thấy trong đạo Sikh, cũng như Ấn Độ giáo. Bên ngoài Ấn Độ, sự sùng kính cảm xúc được tìm thấy trong một số truyền thống Phật giáo Đông Nam Á và Đông Á, và đôi khi nó được gọi là Bhatti.